# Раджа Рамана
Доктор Раджа Рамана е индийски ядрен физик, ръководител на индийската ядрена програма от 60-те до 80-те години.
Учи много специалности наведнъж в Бангалор. Става доктор на философските науки, освен това специализира ядрена физика и реакторни конструкции едновременно със западноевропейска класическа музика и философия. Известен е и като талантлив пианист. През 1997 година става член на горната камара на индийския парламент. Бил е и директор на множество научни институции в Индия.

## Ръководни постове
- председател на Индийския Научен институт, Бангалор
- секретар на Комисията по ядрена енергия
- председател на Борда на директорите на Индийския технологичен институт, Бомбай
- президент на Индийската Национална Академия на Науките
- вицепрезидент на Индийската Академия на Науките
- член на управителния съвет на Центъра за научни изследвания „Джавахарлак Неру“, Бангалор
- научен съветник на Министъра на Отбраната на Индия
- главен директор на Организацията за отбранителни изследвания
- секретар на агенцията по отбранителни изследвания към индийското правителство
- директор на Центъра за ядрени изследвания Бхаба
- директор на Националния институт за сложни изследвания, Бангалор

## Книги
- Устройство на музиката в Рага и Западните системи

## Награди
- Падма Шри
- Падма Бушан
- Падма Вибушан